# Anna Schwartz
Anna Jacobson Schwartz (n. 11 de novembro de 1915 – f. 21 de junho de 2012) foi uma economista estadunidense da National Bureau of Economic Research (NBER), Nova York, e segundo Paul Krugman, «uma das monetaristas mais importantes do mundo». É mais conhecida por sua colaboração com Milton Friedman em A Monetary History of the United States, 1867-1960, publicado em 1963, na qual enfatizou que grande parte da culpa da Grande Depressão se deveu ao Sistema de Reserva Federal. Foi presidente da Western Economic Association International em 1988.

## Primeiros anos e educação
Schwartz nasceu como Anna Jacobson em 11 de novembro de 1915 na cidade de Nova York, filha de Pauline (née Shainmark) e Hillel Jacobson. Aos 18 anos, se graduou na Barnard College e, aos 19 anos, em 1935, tornou-se mestre em economia pela Universidade de Columbia. Começou sua carreira como profissional da economia um ano mais tarde. Em 1936, casou-se com Isaac Schwartz, agente financeiro e colega de classe em Columbia, com o qual teve quatro filhos. Seu primeiro ensaio, British Share Prices, 1811-1859, em colaboração com Arthur Gayer e Isaías Finkelstein, foi publicado na Review of Economics and Statistics em 1940. Obteve seu doutorado em Columbia em 1964.

## National Bureau of Economic Research (NBER)
Em 1941, une-se ao pessoal da National Bureau of Economic Research (NBER), no escritório de Nova York, onde trabalhou até o momento de seu falecimento. Quando se uniu ao Escritório Nacional, se dedicou ao estudo dos ciclos econômicos. Ainda que tenha ocupado cargos docentes por só uma pequena parte de sua carreira, contribuiu para o desenvolvimento de pesquisadores mais jovens, através de sua vontade de trabalhar com eles e compartilhar seu enfoque: um exame escrupuloso do passado, para entender melhor o presente, assim como para obter suas lições.

## Crescimento e flutuações na economia britânica
Em colaboração com Arthur Gayer e Walt Whitman Rostow, escreveu o monumental Crescimento e flutuações da economia britânica, 1790-1850: Um estudo histórico, estatístico, teórico do desenvolvimento econômico da Grã-Bretanha. Em 1953 apareceu em dois volumes. Sua publicação atrasou-se por, aproximadamente, dez anos após sua conclusão, devido à Segunda Guerra Mundial. Foi reimpresso em 1975. Arthur Gayer havia morrido antes do primeiro lançamento do livro, mas os outros dois autores escreveram uma nova introdução que revisava a literatura sobre o tema desde a data de publicação original. Admitiram que havia se desenvolvido o que denominaram "uma divergência amistosa do ponto de vista" na interpretação de alguns dos fatos expostos no livro. Em particular, Anna Schwartz indicou que à luz de recentes investigações teóricas e empíricas, teria revisado sua posição sobre a importância da política monetária e sua interpretação dos movimentos das taxas de interesse.

## Pesquisa com Milton Friedman
Anos antes da reimpressão de seu primeiro livro, outro economista se uniu ao que se poderia chamar a equipe de coautores de Schwartz. Incentivada por Arthur F. Burns, então na Universidade de Columbia e na National Bureau of Economic Research (NBER), posteriormente presidente do Sistema de Reserva federal, ela e Milton Friedman se uniram para examinar a função do dinheiro no ciclo econômico. Sua primeira publicação foi Uma História Monetária dos Estados Unidos, 1867–1960, o qual propõe a hipótese de que as mudanças na política monetária têm tido  efeitos significativos na economia e estabelece que grande parte da culpa da Grande Depressão foi graças ao Sistema de Reserva Federal (banco central dos Estados Unidos). O livro foi publicado em 1963, junto do artigo igualmente famoso, Dinheiro e ciclos empresariais, publicado na Revista de Economia e Estatística, assim como seu primeiro ensaio. Também escreveram os livros Estatística monetária dos Estados Unidos, em 1970, e Tendências monetárias nos Estados Unidos e o Reino Unido: Sua relação a rendimentos, preços, e taxas de Interesse, 1867–1975, em 1982.

## Regulação financeira
Schwartz mudou de opinião a respeito da regulação financeira. Em uma série de estudos realizados nos anos 1970 e 1980, enfatizou que a estabilidade do nível de preços é essencial para a estabilidade do sistema financeiro. Baseando-se na evidência de mais de dois séculos, demonstrou que tais falhas não têm consequências importantes para a economia, desde que se evite a propagação de seus efeitos através do sistema financeiro. 

## Outras áreas de estudo
Suas outras áreas de estudo incluem a transmissão internacional da inflação e dos ciclos econômicos, a função do governo na política monetária, medindo a produção de bancos, e o comportamento das taxas de interesse, a deflação e as unidades monetárias. Também trabalhou fora dos Estados Unidos, especificamente no Department of Banking and Finance na City, University of London, em Londres, Inglaterra, que liderou um projeto de pesquisa em história monetária do Reino Unido. 

## Trabalho posterior
Entre 2002 e 2003 serviu como presidente da International Atlantic Economic Society. Foi eleita como membro da Academia de Artes e Ciências dos Estados Unidos em 2007. Após 2007,  concentrou seus esforços pesquisando a intervenção estatal no mercado de câmbio, utilizando dados da Reserva Federal de 1962. Não teve hesitou em falar a respeito da Crise financeira de 2007–2008 e criticar a resposta do governo estadunidense. Também se referiu a uma crítica de Milton Friedman realizada por Paul Krugman.

## Morte
Anna Schwartz morreu em 21 de junho de 2012 em sua casa, em Manhattan, aos 96 anos. Seu marido Isaac tinha falecido em 1999. Estiveram casados mais de sessenta anos. Deixou quatro filhos: Jonathan, Joel, Naomi Pasachoff e Paula Berggren, bem como sete netos e seis bisnietos.

## Títulos honorários
- Universidade da Flórida (1987)
- Stonehill College, Massachusetts (1989)
- Iona College (1992)
- Universidade Rutgers (1998)
- Universidade Emory (2000); Universidade da Cidade de Nova Iorque (2000)
- Williams College (2002)
- Loyola University Chicago (2003)
- City University Business School, Londres (2006)

## Livros
- A Monetary History of the United States, 1867-1960 (com Milton Friedman), 1963 ISBN 0-691-00354-8
- Monetary Statistics of the United States: Estimates, Sources, Methods (com Milton Friedman), 1970 ISBN 0-87014-210-0
- The growth and fluctuation of the British economy, 1790-1850: An historical, statistical, and theoretical study of Britain's economic development (com Arthur Gayer e Walt Whitman Rostow), 1953 ISBN 0-06-492344-4
- Money in Historical Perspective (com uma introdução por Michael D. Bordo e Milton Friedman), 1987 ISBN 0-226-74228-8

## Links externos
- Trabalhos importantes de Anna J.  (em inglês)
- Ensaio de  (em inglês)